# Krasnohvardiiske
Krasnohvardiiske, também conhecido como Krasnogvardeyskoye ou Kurman, é um assentamento de tipo urbano na Crimeia, um território reconhecido majoritariamente como parte da Ucrânia e anexada pela Rússia. A cidade também serve como o centro administrativo do Raion de Krasnohvardiiske  - também conhecido como Distrito Kurman - abrigando as sedes administrativas. Sua população em 2014 era de 11 134 habitantes.
A antiga base aérea de Veseloye localiza-se próxima à cidade.

## História

### Fundação
A data exata da fundação do assentamento é desconhecida. Foi mencionado pela primeira vez em documentos no ano de 1864 ainda com seu nome original, Kurman-Kemelchi (em ucraniano: Курман-Кемельчі; em russo: Курман-Кемельчи). Esse nome, derivado de uma frase em tártaro crimeu que significa "não-secante", é uma referência às condições pantanosas e úmidas da região em torno da vila. Nesta época, fazia parte do uezde (condado) de Perekopsky, na Gubernia de Táurida, Rússia.
Na década de 1870, uma estação de trem foi construída nas redondezas da vila, impulsionando assim o seu crescimento e tornando-a um polo para venda de trigo. Em 1905, Kurman-Kemelchi tinha uma população de 48 pessoas, sendo todas Tártaros da Crimeia, o povo indígena da região. Em 1908, uma igreja foi construída na vila, e por 1913, a população havia crescido para 72 habitantes.

### Período soviético
Durante a Guerra Civil Russa que começou em 1918, Kurman-Kemelchi foi dominada por ambos os lados da guerra múltiplas vezes. Em 1921, a vila foi denominada um selyshche (assentamento de tipo rural), tornando-se centro administrativo do então raion de Kurman, integrando a RASS da Crimeia, e no ano de 1926, possuía 811 habitantes, dos quais 617 eram russos, 74 judeus, 61 alemães, 24 ucranianos, oito armenos, cinco tártaros, e cinco gregos. Em 1935, tornou-se o centro de um raion nacional para a minoria étnica alemã, e em 1939, sua população havia crescido para 1,754 pessoas.
Durante a Segunda Guerra Mundial, Kurman-Kemelchi foi ocupada pela Alemanha Nazista. Em 1941 ou 1942, cerca de 60 judeus do assentamento e das vilas ao redor foram presos em um prédio pelos nazistas por alguns dias, até serem assassinados em uma olaria por uma unidade até hoje não identificada da SS. Em 21 de agosto de 1945, após o fim da guerra na Crimeia, a vila foi renomeada pelo governo soviético para Krasnohvardiiske. No mesmo ano, o raion nacional alemão foi renomeado também para raion de Krasnohvardiiske. Em 1946, a população havia caído para 1,612 pessoas.
Krasnohvardiiske recebeu a denominação de assentamento de tipo urbano em setembro de 1957, e a população cresceu rapidamente, atingindo cerca de 4200 habitantes em 1959, 7600 habitantes em 1970 e enfim 9100 habitantes em 1979.

### Século 21
Em 2014, a Rússia invadiu e anexou toda a península da Crimeia, até então pertencente à Ucrânia, incluindo Krasnohvardiiske, iniciando uma ocupação que perdura até hoje. A cidade tem sido alvo de uma repressão contra Testemunhas de Jeová, um grupo religioso minoritário que é perseguido na Rússia.
Durante a grande invasão da Ucrânia pela Rússia que começou em 2022, a Ucrânia retaliou com repetidos ataques à patrimônios russos na Crimeia. Em 22 de julho de 2023, o governador russo na Crimeia Sergey Aksyonov reportou que houve uma explosão num depósito de munições em Krasnohvardiiske, atribuíndo o ataque a um drone ucraniano. As autoridades evacuaram todos os cidadãos num raio de 3 km do ataque e interromperam temporariamente o tráfego na Ponte da Crimeia.
Em setembro de 2023 uma lei imposta pela Verkhovna Rada (câmara nacional) da Ucrânia entrou em efeito, reimpondo o nome Kurman em documentos ucranianos como parte da descomunização na Ucrânia. A Rússia continua referindo ao local como Krasnogvardeyskoye.

## Demografia
No censo ucraniano de 2001, sua população era de 11 112 habitantes. Destes, 58% dos residentes se declararam russos, 24.9% ucranianos, e 16.6% são tártaros da Crimeia. By 2014, the population had stayed mostly the same, at 11,134.
A cidade tem várias comunidades religiosas: Há seguidores da Igreja Ortodoxa Ucraniana, Islã, Testemunhas de Jeová, Igreja Adventista do Sétimo Dia, e a União do Batismo Evangélico da Ucrânia.